# Numération mongole
Cette page contient des caractères spéciaux ou non latins. S’ils s’affichent mal (▯, ?, etc.), consultez la page d’aide Unicode.
Les Mongols utilisaient autrefois une numération décimale aujourd'hui supplantée par celle utilisant les chiffres arabes.

## Chiffres mongols
| Chiffre mongol | Valeur |
| -------------- | ------ |
| ᠐              | 0      |
| ᠑              | 1      |
| ᠒              | 2      |
| ᠓              | 3      |
| ᠔              | 4      |
| ᠕              | 5      |
| ᠖              | 6      |
| ᠗              | 7      |
| ᠘              | 8      |
| ᠙              | 9      |